# Hadronyche pulvinator
Hadronyche pulvinator là một loài nhện trong họ Hexathelidae. Loài này phân bố ở Tasmanië.